# The Eye (film, 2002)
Pour les articles homonymes, voir Eye.
Série
The Eye 2
(2004)
Pour plus de détails, voir Fiche technique et Distribution.
The Eye (見鬼, Gin gwai) est un thriller d'horreur hongkongais-singapourien réalisé par Oxide Chun Pang et Danny Pang, sorti en 2002.

## Synopsis
Mun est aveugle depuis l'âge de 2 ans et une transplantation de la cornée lui permet de retrouver la vue. Après un court moment de bonheur, engendré par ce sens retrouvé, Mun se rend compte que les formes qu'elle avait du mal à distinguer et qui l'entourent sont des morts qui hantent les vivants...

## Fiche technique
- Titre original : Gin gwai (見鬼)
- Titre français : The Eye
- Réalisation : Oxide Chun Pang et Danny Pang
- Scénario : Oxide Chun Pang, Danny Pang et Yuet-Jan Hui
- Musique : Orange Music
- Direction artistique : James David Goldmark, Simon So et Kritapas Suttinet
- Costumes : Jittima Kongsri et Stephanie Wong
- Photographie : Decha Srimantra
- Son : Oxide Chun Pang, Sooksun Klinkhajohn
- Montage : Oxide Chun Pang et Danny Pang
- Production : Peter Ho-Sun Chan et Lawrence Cheng

Production déléguée : Eric Tsang, Daniel Yun et Allan Fung
Production associée : Yuet-Jan Hui
Coproduction : Udom Piboonlapudom
- Sociétés de production :
  - Hong Kong : Film Workshop, avec la participation de Raintree Pictures-Applause Pictures Limited
  - Singapour : Mediacorp Raintree Pictures
- Sociétés de distribution :
  - Singapour : Mediacorp Raintree Pictures
  - Hong Kong : Panorama Entertainment (DVD)
  - France : EuropaCorp Distribution
  - Canada : Mongrel Media
- Budget : 2,6 millions de $[2]
- Pays de production :  Hong Kong,  Singapour
- Langues originales : cantonais, thaï, mandarin, anglais, hakka
- Format[3] : couleur / N & B - 35 mm - 1,85:1 (Panavision) - son Dolby Digital EX
- Genre : épouvante-horreur, fantastique, thriller, drame
- Durée : 99 minutes
- Dates de sortie[4] :
  - Hong Kong : 9 mai 2002
  - Singapour : 27 juin 2002
  - France : 31 janvier 2003 (Festival international du film fantastique de Gérardmer) ; 27 août 2003 (sortie nationale)
  - Belgique : 18 mars 2003 (Festival international du film fantastique de Bruxelles) ; 6 août 2003 (sortie nationale)
  - Québec : 31 octobre 2003
- Classification[5] :
  - Hong Kong : Ne convient pas aux jeunes et aux enfants (IIB - Catégorie Deux-B)[Note 1].
  - Singapour : Convient aux jeunes de plus de 13 ans avec un encadrement parental pour les enfants de moins de 13 ans. (PG13 - Parental Guidance 13).
  - France : Tous publics (visa d'exploitation no 108053 délivré le 28 juillet 2003)[6],[7], sortie dans les salles le 28 août 2003 et distribué en 200 copies[8], sortie en DVD en mars 2004.

## Distribution[9]
- Angelica Lee (Lee Sin-Jie) (VF : Marie-Eugénie Maréchal) : Wong Kar Mun (Mann)[10]
- Lawrence Chou (Chow) (VF : Alexandre Gillet) : Dr Wah
- Chutcha Rujinanon : Ling
- Yut Lai So  : Yingying
- Candy Lo (VF : Julie Turin) : Yee
- Yin Ping Ko : La grand-mère de Mun
- Pierre Png (VF : Alexis Victor) : Dr Eak
- Edmund Chen (VF : Jean-Pierre Michaël) : Dr Lo
- Wai-Ho Yung : Mr Ching
- Wilson Yip : Taoist

## Distinctions
Entre 2002 et 2004, The Eye a été sélectionné 22 fois dans diverses catégories et a remporté 9 récompenses,.

### Récompenses
- Festival du film Golden Horse 2002 :
  - Prix du cheval d'or de la Meilleure actrice principale décerné à Angelica Lee,
  - Prix du cheval d'or des Meilleurs effets visuels décerné à Centro Digital Pictures Ltd.
- Festival international du film de Catalogne de Sitges 2002 : Prix de la Meilleure photographie décerné à Decha Srimantra.
- Prix Bauhinia d'or 2003 : Prix Bauhinia d'or de la Meilleure actrice décerné à Angelica Lee.
- Prix des médias cinématographiques chinois (Chinese Film Media Awards) 2003 :
  - Prix des médias cinématographiques chinois de la Meilleure actrice - Hong Kong / Taiwan décerné à Angelica Lee
- Prix du film de Hong Kong 2003 : Prix du film de Hong Kong de la Meilleure actrice décerné à Angelica Lee.
- Semaine internationale du cinéma fantastique de Malaga (Málaga International Week of Fantastic Cinema) 2003 :
  - Prix du public du Meilleur long métrage décerné à Danny Pang et Oxide Chun Pang,
  - Prix des Meilleurs effets spéciaux.
- Société des critiques de films de Hong Kong 2003 : Film du mérite.

### Nominations
- Festival du film Golden Horse 2002 : Meilleurs effets sonores pour Danny Pang et Kantana Animation Co. Ltd.
- Festival international du film de Catalogne de Sitges 2002 : Meilleur film pour Danny Pang et Oxide Chun Pang.
- Fantastic'Arts - Festival du Film Fantastique de Gérardmer 2003[12] :
  - Nommé au Grand Prix pour Danny Pang et Oxide Chun Pang,
  - Nommé au Prix du Jury pour Danny Pang et Oxide Chun Pang,
  - Nommé au Prix du Jury Jeunes pour Danny Pang et Oxide Chun Pang,
  - Nommé au Prix de la Critique pour Danny Pang et Oxide Chun Pang,
  - Nommé au Prix Première pour Danny Pang et Oxide Chun Pang.
- Prix des médias cinématographiques chinois (Chinese Film Media Awards) 2003 : Meilleur film - Hong Kong / Taiwan.
- Prix du film de Hong Kong 2003 :
  - Meilleur montage de film pour Danny Pang et Oxide Chun Pang,
  - Meilleur son,
  - Meilleurs effets visuels pour Wai Kit Leung.
- Prix Rondo Hatton horreur classique (Rondo Hatton Classic Horror Awards) 2003 : Meilleur film de genre pour Danny Pang et Oxide Chun Pang.
- Prix Fangoria Chainsaw 2004 : Meilleure actrice pour Angelica Lee.

## Accueil
The Eye  est projeté à Paris en salle pendant 6 semaines et enregistre 74 438 entrées.